# Hayabusa2
Hayabusa2 là một tàu vũ trụ có nhiệm vụ lấy mẫu đất của tiểu hành tinh của Cơ quan nghiên cứu và phát triển hàng không vũ trụ Nhật Bản (JAXA). Đây là tàu vũ trụ kế tục nhiệm vụ của tàu Hayabusa, giải quyết các điểm yếu được xác định trong nhiệm vụ trước đó. Hayabusa2 đã được phóng vào ngày 3 tháng 12 năm 2014 và đã đến tiểu hành tinh gần Trái Đất 162173 Ryugu vào tháng 6 năm 2018. Tàu Hayabusa2 đã khảo sát tiểu hành tinh trong một năm rưỡi, khởi hành vào tháng 11 năm 2019 và quay trở lại Trái Đất vào ngày 5 tháng 12 năm 2020.
Hayabusa2 mang nhiều thiết bị khoa học như viễn thám, lấy mẫu đất đá và hạ cánh xe tự hành - bốn thiết bị thăm dò nhỏ sẽ khám phá bề mặt tiểu hành tinh trên.stop

## Nhiệm vụ

Hình minh họa quỹ đạo của Hayabusa2 từ ngày 3 tháng 12 năm 2014 tới ngày 9 tháng 12 năm 2019
Hayabusa2
162173 Ryugu
Trái Đất
Mặt Trời

Tiểu hành tinh 162173 Ryugu (trước đây được đặt tên là 1999 JU3) là một tiểu hành tinh gần Trái đất có nguồn gốc cacbon nguyên thủy. Các tiểu hành tinh có nguồn gốc cacbon được cho là bảo tồn những vật chất nguyên sơ nhất trong Hệ Mặt Trời, gồm một hỗn hợp các khoáng chất, băng và các hợp chất hữu cơ tương tác với nhau. Việc nghiên cứu tiểu hành tinh này được kỳ vọng sẽ cung cấp thêm kiến thức về nguồn gốc và sự tiến hóa của các hành tinh bên trong, đặc biệt là nguồn gốc của nước và các hợp chất hữu cơ trên Trái Đất, tất cả đều liên quan đến nguồn gốc của sự sống trên Trái Đất.
Ban đầu, kế hoạch phóng tàu lên quỹ đạo là ngày 30 tháng 11 năm 2014 (13:23 giờ địa phương), nhưng đã bị trì hoãn đến ngày 3 tháng 12 năm 2014 04:22 UTC (4 tháng 12 năm 2014 13:22:04 giờ địa phương) trên một tên lửa phóng H-IIA. Hayabusa2 được phóng cùng với tàu thăm dò vũ trụ PROCYON. Nhiệm vụ của PROCYON đã thất bại.
Hayabusa2 đã đến tiểu hành tinh mục tiêu 162173 Ryugu (trước đây được đặt tên 1999 JU3) vào ngày 27 tháng 6 năm 2018. Tàu vũ trụ này khảo sát tiểu hành tinh gần Trái Đất này trong một năm rưỡi trong thời gian đó nó đã lấy mẫu nhiều lần. Nó rời tiểu hành tinh vào tháng 11 năm 2019 và đưa các mẫu về Trái đất vào tháng 12 năm 2020.
So với tàu Hayabusa trước đó, tàu vũ trụ này có động cơ ion cải tiến, công nghệ dẫn đường và và định vị, ăng-ten và hệ thống kiểm soát độ cao. Một vật xuyên thấu dùng động năng (tức là viên đạn) đã được bắn vào bề mặt tiểu hành tinh để làm vật liệu mẫu nguyên sơ nổ tung, sau đó được thu thập để mang về Trái đất.

## Tài trợ và lịch sử
Sau thành công ban đầu của Hayabusa, JAXA bắt đầu nghiên cứu một nhiệm vụ kế thừa tiềm năng vào năm 2007. Vào tháng 7 năm 2009, Makoto Yoshikawa của JAXA đã trình bày một đề xuất có tiêu đề "Các nhiệm vụ trở lại Trái Đất với mẫu vật hành tinh nối tiếp nhiệm vụ Hayabusa". Vào tháng 8 năm 2010, JAXA đã được chính phủ Nhật Bản chấp thuận tài trợ để bắt đầu phát triển Hayabusa2. Chi phí của dự án ước tính trong năm 2010 là 16,4 tỷ yên (149 triệu đô la Mỹ).
Hayabusa2 được phóng vào ngày 3 tháng 12 năm 2014, đến tiểu hành tinh Ryugu vào ngày 27 tháng 6 năm 2018 và đứng yên ở khoảng cách khoảng 20 km (12 mi) để nghiên cứu và lập bản đồ tiểu hành tinh này. Vào tuần 16 tháng 7 năm 2018, các lệnh đã được gửi tới để tàu di chuyển đến độ cao bay lơ lửng thấp hơn.
Vào ngày 21 tháng 9 năm 2018, tàu vũ trụ Hayabusa2 đã phóng ra hai chiếc rover đầu tiên, Rover-1A (HIBOU) và Rover-1B (OWL), từ khoảng 55 m (180 ft) độ cao rơi độc lập xuống bề mặt của tiểu hành tinh. Chúng hoạt động mức hạn chế và bắt đầu truyền dữ liệu. MASCOT rover được triển khai thành công vào ngày 3 tháng 10 năm 2018 và hoạt động trong khoảng 16 giờ theo kế hoạch.
Lần thu thập mẫu vật đầu tiên dự kiến bắt đầu vào cuối tháng 10 năm 2018, nhưng những xe rover đã gặp phải cảnh quan tự nhiên với những tảng đá lớn nhỏ nhưng không có đất bề mặt nào để lấy mẫu. Do đó, tàu đã quyết định hoãn kế hoạch thu thập mẫu sang năm 2019 và đánh giá thêm các phương án khác nhau cho việc đổ bộ. Lần lấy mẫu bề mặt đầu tiên diễn ra vào ngày 21 tháng 2 năm 2019. Vào ngày 5 tháng 4 năm 2019, Hayabusa2 đã phóng ra một thiết bị gây va chạm để tạo ra một miệng núi lửa nhân tạo trên bề mặt tiểu hành tinh. Tuy nhiên, Hayabusa2 ban đầu đã thất bại vào ngày 14 tháng 5 năm 2019 khi thả các điểm đánh dấu phản chiếu đặc biệt cần thiết lên bề mặt để hướng dẫn quá trình xuống và lấy mẫu, nhưng sau đó nó đã thả thành công một thiết bị đánh dấu từ độ cao 9 m (30 ft) vào ngày 4 tháng 6 năm 2019. Việc lấy mẫu dưới bề mặt diễn ra vào ngày 11 tháng 7 năm 2019. Tàu vũ trụ đã rời tiểu hành tinh vào ngày 13 tháng 11 năm 2019 (với lệnh khởi hành được gửi lúc 01:05 UTC vào ngày 13 tháng 11 năm 2019). Con tàu đã vận chuyển thành công các mẫu trở lại Trái đất vào ngày 6 tháng 12 năm 2020 (JST), thả các vật bên trong bằng dù vào một thùng chứa đặc biệt tại một địa điểm ở miền nam Australia. Các mẫu được thu thập cùng ngày và được vận chuyển an toàn trở lại phòng thí nghiệm JAXA ở Nhật Bản.